# ایکسپیوتر
ایکسپیوتر (Xputer) طرحی برای یک کامپیوتر قابل تنظیم مجدد است که توسط دانشمند کامپیوتر راینر هارتنشتاین پیشنهاد شده بود. هارتنشتاین از اصطلاحات مختلفی برای توصیف نوآوری های مختلف در طراحی استفاده می کند، از جمله تنظیم‌افزار (config-ware)، جریان‌افزار (flow-ware)، تبدیل‌افزار (morph-ware) و ضدماشین (anti-machine).
ایکسپیوتر نمایشی از اجتناب کردن از معماری سنتی کامپیوتر فون نویمان ، به سمت یک معماری درشت دانه‌ای " واحد منطق محاسباتی نرم (ALU)" است.  موازی سازی توسط عناصر قابل تنظیم شناخته شده به عنوان آرایه های مسیر داده قابل تنظیم مجدد (rDPA) به دست می آید که در یک آرایه دو بعدی از ALU مشابه با KressArray سازماندهی شده اند. 

## معماری
معماری ایکسپ مبتنی بر جریان داده است و همتای معماری مجموعه دستورالعمل فون نویمان است.
معماری ایکسپیوتر یکی از اولین معماری‌های درشت دانه با قابلیت تنظیم مجدد است و از یک آرایه مسیر داده قابل تنظیم مجدد (rDPA) تشکیل شده است که به عنوان یک آرایه دو بعدی از واحد های منطقی نرم سازماندهی شده است.  عرض گذرگاه بین واحد های منطقی نرم در نسخه اول ایکسپیوتر، 32-بیتی بود. 
واحد های منطقی نرم (همچنین به عنوان rDPU شناخته می شوند) برای محاسبه یک عملیات ریاضی منفرد مانند جمع، تفریق یا ضرب استفاده می شوند و همچنین می توانند صرفاً برای مسیریابی استفاده شوند. 
واحد های منطقی نرم از طریق سه نوع اتصال به شبکه متصل می شوند و جریان داده در امتداد این اتصالات توسط واحد تولید آدرس مدیریت می شود. 
- نزدیکترین همسایه (اتصالات بین واحد های منطقی نرم همسایه)
- گذرگاه های پشتی ردیف/ستونی
- گذرگاه جهانی (یک گذرگاه سراسری واحد برای اتصال بین واحد های منطقی نرم بیشتر)

برنامه های ایکسپیوتر به زبان C نوشته می‌شوند و برای استفاده در ایکسپیوتر با استفاده از کامپایلر CoDeX نوشته شده توسط نویسنده کامپایل می شوند.  کامپایلر CoDeX بخش های مناسبی از برنامه C را روی پارچه آرایه مسیر داده قابل تنظیم مجدد ایکسپیوتر ترسیم می کند.  بقیه برنامه بر روی سیستم میزبان اجرا می شود، مانند رایانه شخصی .

## آرایه های مسیر داده قابل تنظیم مجدد (rDPA)
آرایه مسیر داده قابل تنظیم مجدد (rDPA) یک دستگاه نیمه رسانا است که شامل واحدهای مسیر داده قابل تنظیم مجدد و اتصالات قابل برنامه ریزی است که برای اولین بار توسط راینر کرس (Rainer Kress) در سال 1993 در دانشگاه کایسرسلاترن ارائه شد.
به جای اینکه  آرایه های دروازه قابل برنامه ریزی میدانی (FPGA) دارای بلوک های منطقی قابل تنظیم تک بیتی (CLBs) باشند، آرایه مسیر داده های قابل تنظیم دارای واحدهای مسیر داده (rDPU) قابل تنظیم مجدد هستند که دارای عرض چند بیتی (به عنوان مثال، عرض مسیر 32 بیت) هستند.
هر واحد میسر داده را می توان برای انجام یک عملکرد جداگانه پیکربندی کرد. این واحد ها و اتصالات متقابل را می توان پس از فرآیند ساخت توسط مشتری/طراح برنامه ریزی کرد (از این رو اصطلاح "قابل تنظیم مجدد") به طوری که آرایه مسیر داده قابل تنظیم مجدد بتواند هر محاسبات پیچیده ای را که لازم است انجام دهد. از آنجایی که واحد مسیر داده عرض چند بیتی دارند (مثلاً 32 بیت)، ما در مورد پیکربندی مجدد با دانه درشت صحبت می کنیم - بر خلاف آرایه های دروازه قابل برنامه ریزی میدانی با بلوک های منطقی قابل تنظیم گسترده تک بیتی که به آنها قابل تنظیم مجدد ریز می گویند.
آرایه های مسیر داده قابل تنظیم مجدد به طور ساختاری از کد منبع تنظیم‌افزار (config-ware) برنامه ریزی شده اند که در شبکه های لوله ای کامپایل شده اند تا روی آرایه های مسیر داده قابل تنظیم مجدد نگاشت شوند. آرایه های مسیر داده قابل تنظیم مجدد مبتنی بر جریان دستورالعمل نیستند و هیچ دستورالعملی در زمان اجرا ندارند. واحدهای مسیر داده شمارنده برنامه ندارند. 

## مراجع
1. 1 2 3

الگو:Programmable Logic

[[رده:معماری رایانه]]